# Dmitry Tyurin
Dmitry Borisovič Tyurin, in russo Дмитрий Борисович Тюрин? (1º ottobre 1958), è un ex pentatleta kazako.

## Palmarès
In carriera ha conseguito i seguenti risultati:
- Mondiali:

Roma 1996: bronzo nel pentathlon moderno staffetta a squadre.